# 涅奇基諾國家公園
56°41′N 53°47′E / 56.683°N 53.783°E

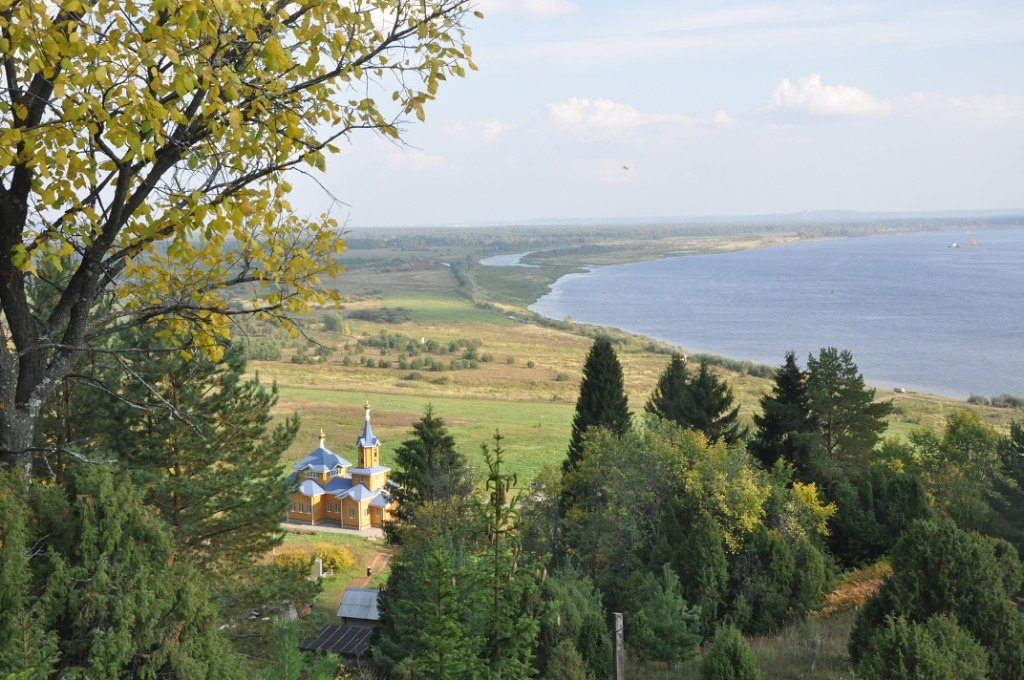

涅奇基諾國家公園是俄羅斯的國家公園，位於該國西部烏德穆爾特共和國，成立於1997年12月，面積208平方公里，受溫帶大陸性濕潤氣候影響。